# Königsbach-Stein
Königsbach-Stein è un comune tedesco di 9 839 abitanti, situato nel land del Baden-Württemberg.